# Denis Šmigal
Denis Anatolijovič Šmigal (ukrajinsko Денис Анатолійович Шмигаль), ukrajinski politik in poslovnež; * 15. oktober 1975, Lvov, Ukrajina.
Med letoma 2020 in 2025 je bil predsednika vlade Ukrajine. Pred tem guverner Ivano-Frankivske oblasti. Kot predsednik vlade je bil Šmigal odgovoren za odziv na pandemijo covida-19 v Ukrajini, prav tako se je v njegovem mandatu zgodila ruska invazija na Ukrajino. S premierskega položaja je odstopil v skladu z načrtom reorganizacije vlade, pri tem pa je sprejel položaj ministra za obrambo.

## Življenjepis
Leta 1997 je diplomiral na Politehniki v Lvovu. Ima naziv kandidata ekonomskih znanosti (2003). Od diplome leta 1997 do septembra 2005 je delal kot računovodja v različnih podjetjih. Od septembra 2005 do junija 2006 je bil namestnik generalnega direktorja podjetja LA DIS. Od junija 2006 do avgusta 2008 je bil direktor investicijske družbe Comfort-Invest, od septembra 2008 do septembra 2009 pa je Šmigal opravljal funkcijo generalnega direktorja podjetja ROSANINVEST LLC.

Med letoma 2009 in 2013 je bil na več vodilnih političnih položajih v Lvovski oblasti, najprej kot vodja oddelka za gospodarstvo pri upravi Lvovske oblasti med letoma 2009 in 2011. Tam se je srečal in delal z Olehom Nemčinovim, ki je kasneje, leta 2020, postal minister v Šmigalovi vladi. Šmigal je leta 2012 postal vodja Oddelka za ekonomijo in industrijsko politiko in leto kasneje vodja Oddelka za gospodarski razvoj, investicije, trgovino in industrijo.
Prve štiri mesece leta 2014 je bil svetovalec ljudskega poslanca Ukrajine. Med majem 2014 in decembrom 2014 je Šmigal delal kot namestnik vodje regionalnega urada ministrstva za prihodke in dajatve Lvovske oblasti. Od leta 2015 do 2017 je bil podpredsednik distributerja zamrznjenega blaga TVK Lvivkholod s sedežem v Lvovu. Od leta 2018 do 2019 je opravljal funkcijo direktorja Burshtyn TES, ki je največji proizvajalec električne energije v Ivano-Frankivsku in je del lastništva Rinata Ahmetova. 1. avgusta 2019 je postal guverner Ivano-Frankivske oblasti.

### Predsednik vlade
4. februarja 2020 je bil imenovan za ministra za regionalni razvoj v nacionalni vladi. 4. marca 2020 je bil imenovan na mesto predsednika vlade. Služboval je v mandatu predsednika države Volodimirja Zelenskega.
14. julija 2025 je Zelenski napovedal svoj načrt o rekonstrukciji vlade, s čimer da bi poživil gospodarstvo in domačo proizvdnjo orožja. Šmigalja, ki je v skladu z načrtom odstopil, je 17. julija na premierskem mestu nasledila Julija Sviridenko, sam pa je postal minister za obrambo.

## Zasebno
Šmigal je poročen s Katerino Šmigal. Imata dve hčerki. Katerina je nekdanja solastnica pekarne Kamjanetski v Lvovu in lokalnega izposojevalnika koles NextBike. Svoje deleže v teh podjetjih je prodala leta 2019.